# Омельченко, Леонид Петрович
Леонид Петрович Омельченко (1918—1965) — участник  Великой Отечественной войны, полный кавалер  ордена Славы.

## Биография
Родился в 1918 году в селе Вергуновка (ныне Луганская область).
В октябре 1942 года призван в  Красную Армию. В действующей армии с декабря 1943 года. Ночью с 26 на 27 июля 1944 года возле Двинска (Латвия) провёл саперную разведку местности. 24 июля обезвредил 50 мин. 24 сентября 1944 года награждён  орденом Славы 3-й степени. В ночь с 3 на 4 ноября 1944 года произвёл инженерную разведку озера Лиэлауцес-Эзерс (Латвия) и обеспечил проходимость. 1 декабря 1944 года награждён  орденом Славы 2-й степени. В ночь с 23 на 24 декабря 1944 года возле хутора Дирбас (Латвия), во время танковой разведки, обеспечил проход машин через инженерные препятствия противника, уничтожил автоматным огнём пять вражеских солдат и взял в плен трёх ценных пленных («языков»). В бою был контужен, однако продолжал вести бой. 29 июня 1945 года награждён  орденом Славы 1-й степени.
Скончался 21 июля 1965 года.

## Награды
- Орден Славы I степени (29 июня 1945)[1];
- Орден Славы II степени (1 декабря 1944 — № 8307)[2];
- Орден Славы III степени (24 сентября 1944 — № 157985)[3];
- Медаль «За отвагу» (20 апреля 1944)[4];